# اسدسرا
اسدسرا، روستایی از توابع بخش اتاقور شهرستان لنگرود در استان گیلان ایران است.

## جمعیت
این روستا در دهستان اتاقور قرار دارد و براساس سرشماری مرکز آمار ایران در سال ۱۳۸۵، جمعیت آن ۲۲ نفر (۵خانوار) بوده‌است.